# Siège du château de Charbonnières
Guerre franco-savoyarde (1600-1601)
Batailles
Guerre franco-savoyarde (1600-1601)
- Bourg-en-Bresse
- Montmélian
- Chambéry
- Conflans
- Charbonnières
- Maurienne et Tarentaise
- Comté de Nice
- Marquisat de Saluces

Le siège du château de Charbonnières également appelé siège de la tour de Charbonnières ou plus simplement siège de Charbonnières est un épisode de la guerre franco-savoyarde qui se déroule du 29 août au 10 septembre 1600 et qui voit les troupes françaises du Maréchal de Lesdiguières prendre le château de Charbonnières très proche de la petite ville d'Aiguebelle.

## Contexte
Lorsqu'en 1562, la maison de Saluces, anciennement souveraine puis vassale de la France s'éteignit par la mort de Gabriel de Saluces, dernier marquis, François Ier, réunit le marquisat de Saluces à la couronne de France.
Pour Charles-Emmanuel la possession de ce territoire était presque indispensable pour avoir une communication entre le Piémont et le comté de Nice. Profitant des troubles intérieurs français, il s'empare, le 1er octobre 1588, du marquisat sous prétexte d'empêcher que le chef des protestants en Dauphiné, Lesdiguières, ne le prenne pour répandre ses doctrines en Italie.
Le 20 décembre 1599, roi de France reçoit le duc de Savoie à Fontainebleau.
Afin de régler le différend, Henri IV offre à Charles-Emmanuel soit de garder le marquisat de Saluces contre la cession de la Bresse soit de le rendre purement et simplement.
Le duc de Savoie demanda un délai de réflexion de 3 mois et repartit très mécontent en mars 1600 pour ses États. Il s'adressa à la cour d'Espagne par l'intermédiaire du gouverneur de Milan Pedro Enríquez de Acevedo, comte de Fuentes, pour l'assister dans ses projets.
Le terme de 3 mois étant écoulé, Henri IV fait sommer Charles-Emmanuel de se déclarer. Le prince répond que la guerre lui serait moins préjudiciable qu'une paix comme celle qu'on lui offrait.
Immédiatement, Henri IV lui déclare la guerre, le 11 août 1600, afin de pas laisser le temps au comte de Fuentes de terminer ses préparatifs, et envahit le duché de Savoie.
Le 13 août Bourg en Bresse est prise, le 14 août d'après Barbiche, Babelon quant à lui indique le 17 août, c'est au tour de la ville de Montmélian. Le siège immédiatement est mis devant la forteresse et le 24 août Chambéry capitule.
À partir du 17 août, le corps d'armée du maréchal de Lesdiguières, remonte la vallée de l'Isère avec trois régiments et deux canons et marche sur Saint-Pierre-d'Albigny, prend le château de Miolans, le 24 août, puis celui de Conflans et continuant de remonter la vallée de la Maurienne arrive, le 7 septembre, devant le château de Charbonnières.

## Le siège
Après la capitulation du château de Conflans, le 27 août, il ne reste plus comme défense que le château de Charbonnières, défense clé de la Maurienne défendu par quelques compagnies du régiment piémontais de Bindi sous les ordres du gouverneur Humbert de Saix, seigneur d'Arnans,. Il est le père de César de Saix d'Arnans. Le fort était situé dans les gorges étroites qui s'étendent au pied des montagnes jusqu'au Mont-Cenis. « Ce château eft bâti sur l'Ifère, au sommet d'un rocher inacceffible de toutes parts excepté par un fentier étroit qui conduit à la Porterie ».
Le 28 août, les troupes françaises investissent la place, mais la première difficulté reste à approcher les canons à bonne portée. Le seul chemin qui y conduit est extrêmement étroit et bordé d'un côté par l'Arc, dont la rive tombe à pic, et de l'autre côté par des rochers inaccessibles. D'autre part, des orages débutent et amènent l'Arc à déborder.
Le duc de Sully alla, la nuit, reconnaître les alentours afin de pouvoir y trouver un emplacement pour son artillerie. Il choisit 200 Français et 200 Suisses promettant à chacun 1 écu s'ils montaient 6 canons, par un sentier longeant le fort, jusqu'à l'escarpement désigné. Il recommanda aux soldats de faire le moins de bruit possible et, pour détourner l'attention des assiégeants, il envoya dans un chemin à l'opposé du sentier, des chevaux et des charretiers dont les cris et claquements de fouet attirèrent l'attention et le feu des assiégés, sans grand dommage.
Le 29 août, après avoir fait disposer les gabions, les madriers et tout ce qui était nécessaire pour établir les plates-formes par le grand maître de l'artillerie de France, les 400 hommes conduits par Michel de la Vallée, lieutenant de l'artillerie en Bretagne, amènent, à partir de 9 heures, sous le feu de la place les 6 canons sur le rocher. Une palissade fut dressée, pour dérober à l'ennemi la vue de l'emplacement des canons afin qu'il ne puisse pas les démonter. À cet effet les pionniers et les charpentiers abattirent 200 gros hêtres qui furent taillés en billots pour remplir les gabions et former le logement des canons.
Le 9 septembre, à 14 heures, les préparatifs étaient terminés. Henri IV, arrivé la veille à Aiguebelle, ordonna de commencer le feu. Une centaine de coups furent tirés sans aucun résultat. Le soir le duc de Sully coucha dans sa batterie et malgré la pluie qui tombait en abondance, il la fit perfectionner.
Pendant ce temps, les assiégés travaillaient également beaucoup, craignant que les Français ne trouvent le point faible, qu'ils s'efforçaient de protéger.
Le 10 septembre, à 6 heures, il y avait un brouillard tellement épais qu'on ne voyait pas le fort. Sully fit toutefois tirer les canons positionnés sur la montagne ainsi que l'artillerie d'Aiguebelle. L'agitation de l'air et la chaleur firent disparaître le brouillard. Les travaux qui avaient occupé les assiégés toute la nuit, c'était l'établissement d'une batterie de 4 pièces positionnée juste en face de celles des Français que le tir prématuré de la veille avait découvertes et qu'ils cherchaient désormais a démonter. Les assiégés lancèrent une première décharge qui tua 6 canonniers et 2 pionniers, blessa 14 personnes renversa 2 canons. Rapidement Sully fit pointer une pièce qui, donnant droit sur leurs embrasures, démonta 2 des 4 canons, tua 1 canonnier et en blessa 2 autres.
Vers 9 heures, le Roi accourut au bruit, et fit apporter son déjeuner dans un abri.
Alors que la canonnade faisait rage, l'entourage du Roi accusa le duc de Sully de perdre sa poudre contre un roc que le canon ne pouvait endommager. C'est alors que le tambour de Charbonnières battit la chamade et le lieutenant de la place sortit pour traiter de la capitulation.
Le grand maître de l'artillerie de France exigea une capitulation sans condition. Le lieutenant s'en retourna et le feu recommença.
La seconde volée  puis la troisième firent écrouler une partie du rempart. Les assiégés ne purent porter secours de la brèche, car les canons d'Aiguebelle balayant le chemin couvert, leur enlevaient, à chaque salve, les soldats qui passaient.
Ils battirent une seconde fois la chamade, mais le duc de Sully feignit de ne pas entendre. Une nouvelle bordée pénétra dans le terrassement. Après avoir encaissé 637 coups de canons, les assiégés attachèrent un drapeau criant qu'ils se rendaient, demandant le cessez-le-feu. Mais Sully ne fit cesser le feu que lorsque les assiégés laissèrent entrer les Français par la brèche. Les assiégés demandèrent à capituler « en accordant vies & bagues fauves; du reste on convint qu'elle fotiroit de la place, mêches éteintes & fans drapeaux. ». Sully monta à cheval pour entrer dans le château de Charbonnières, et accorda, finalement, la vie à la garnison.

## Conséquence
La prise de Charbonnières ouvre à Lesdiguières la haute vallée de l'Arc, qu'il remonte avec un millier d'hommes, prend Saint-Jean-de-Maurienne puis Saint-Michel-de-Maurienne. le 18 septembre, la vallée de la Maurienne est totalement conquise, l'armée française se dirige alors sur la vallée de la Tarentaise.